# Cité internationale de la tapisserie
La Cité internationale de la tapisserie à Aubusson, dans le département de la Creuse en Nouvelle Aquitaine, est une institution publique à vocation culturelle, artistique et économique adossée à une filière de production de tapisseries composée de manufactures et ateliers privés. Son socle muséal intègre les collections de l’ancien musée départemental de la tapisserie fondé par André Chandernagor en 1982 au Centre Culturel et Artistique Jean Lurçat. Installée depuis 2016 dans les anciens locaux de l’École Nationale d’Art Décoratif d’Aubusson, elle présente à la fois l’histoire, les collections, et les savoir-faire de la tapisserie détenus depuis près de 6 siècles sur le territoire d’Aubusson-Felletin. Elle comporte également un centre de formation et mène une politique de création contemporaine et de promotion de l'écosystème art tissé / design et matières textiles sur le territoire sud creusois.

## Historique

### Du musée à la cité

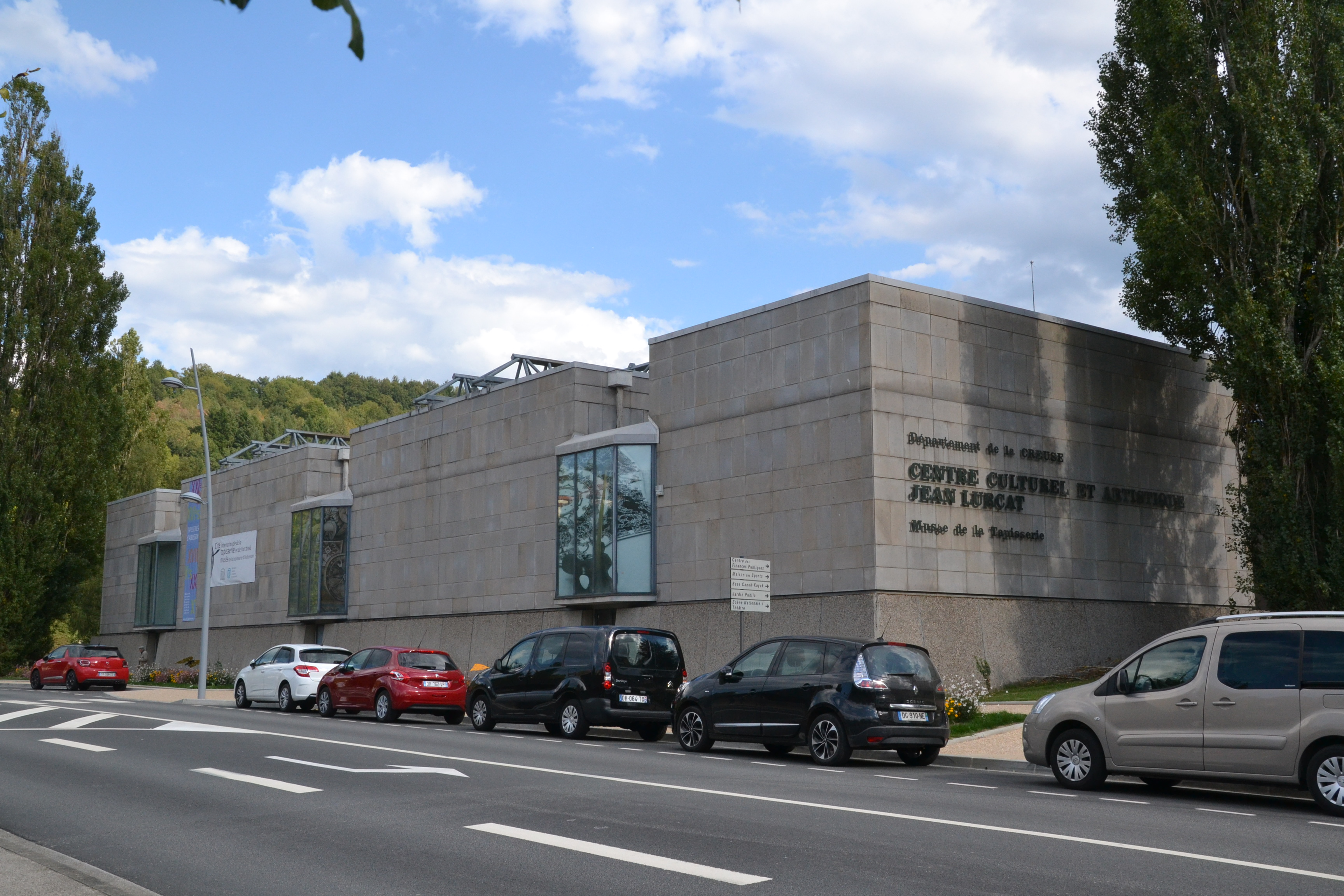
Ancien musée de la tapisserie d'Aubusson, allée Jean-Marie Couturier, avant 2016.

Le Syndicat Mixte de la Cité internationale de la tapisserie à Aubusson, établissement public regroupant le Conseil Régional du Limousin, le Conseil Général de la Creuse et la Communauté de Communes Aubusson-Felletin et bénéficiant du soutien de l’État a été créé en 2010, en réponse à l’inscription de la tapisserie d’Aubusson au Patrimoine culturel immatériel de l’humanité par l’UNESCO en 2009. Il a pour objectif la création et la gestion de la Cité internationale de la tapisserie visant à valoriser les savoir-faire de la tapisserie d’Aubusson, à développer la filière économique privée existante et à promouvoir la grande histoire de la tapisserie d’Aubusson. 
En janvier 2011, la gestion des collections de l’ancien musée départemental est confiée au Syndicat Mixte de la Cité internationale de la tapisserie à Aubusson,. 
La même année, autour du nouveau Projet scientifique et culturel (PSC), sont mis en place une politique d’expositions, la création d’un centre de formation au tissage piloté par le Greta du Limousin et le lancement de la constitution d’un Fonds contemporain.
En 2012 est lancé un concours d’architecture et de muséographie pour l’implantation de la Cité dans les anciens locaux de l’École Nationale d’Art Décoratif d’Aubusson, dont l’agence d’architecture Terreneuve sera lauréate. 
Le 10 juillet 2016, la Cité est inaugurée par le Président de la République François Hollande accompagné de la Ministre de la culture et de la communication Audrey Azoulay, actuelle Directrice Générale de l’UNESCO. Elle abrite des espaces d’exposition sur 1200 m², un centre de formation aux métiers de la tapisserie, une plateforme de création contemporaine et d’innovation, ainsi que l’atelier déconcentré Mobilier national spécialisé dans la restauration de tapisseries présent depuis 1991. Elle accueille également le Centre de ressources - Bibliothèque des arts André Chandernagor constitué de 16 500 ouvrages, de fichiers d’artistes, thématiques ou topographiques, de fonds iconographiques ou audiovisuels et d’archives, qui en font le premier centre de ressources sur la tapisserie en Europe. 
La deuxième tranche du développement immobilier de la Cité internationale de la tapisserie mise en œuvre en 2023 va permettre d'étendre les espaces d’expositions pour faire face aux besoins engendrés par l’accroissement des œuvres produites par la Cité :  Fonds contemporain (appels à création, commandes mécénées, édition déléguée, collection Carrés d’Aubusson) ; Grandes tentures (Aubusson tisse Tolkien, L’imaginaire de Hayao Miyazaki en tapisserie d’Aubusson, Hommage à George Sand). Cet espace permet également d’élargir les possibilités d’expositions temporaires à différentes saisons.  Désormais l’ensemble des expositions de la Cité seront présentées dans ce nouveau lieu. 
Cette deuxième tranche comprend également l’aménagement d’un Pôle professionnel visant à approfondir, valoriser sous différents aspects l’ensemble des savoir-faire de la tapisserie d’Aubusson, en les faisant découvrir / interagir avec un public de professionnels et d’amateurs avertis. 
Huit ans après son ouverture, le projet Cité de la tapisserie s’est traduit par un important accroissement du nombre de visiteurs avec une tendance annuelle avoisinant les 60 000 visiteurs. Elle est aujourd’hui l’établissement muséal le plus visité du Limousin. 
Ces dernières années, les tombées de métier et dévoilements des nouvelles œuvres produites par la Cité internationale de la tapisserie sont devenues des cérémonies à caractère événementiel, fortement relayées par les médias et présidées par des personnalités, à l'instar du Président de la République Emmanuel Macron et son épouse Brigitte Macron, de l'Ambassadeur du Royaume-Uni en France Son Excellence Lord Edward Llewellyn, de l'Ambassadeur du Japon en France Son Excellence Junichi Ihara,, de la Présidente de l'Institut Français Eva Nguyen Binh,...
De nombreux mécènes apportent leur soutien aux créations de la Cité internationale de la tapisserie. 

## Événements notables
- Inscription de la tapisserie d’Aubusson sur la liste représentative du Patrimoine culturel immatériel de l’humanité par l’UNESCO en septembre 2009.
- La Cité internationale de la tapisserie et son Directeur Emmanuel Gérard se sont vus décerner le Prix Liliane Bettencourt pour l'Intelligence de la Main - Parcours (Édition 2018), récompensant ainsi tout le travail effectué pour œuvrer au renouvellement de l’intérêt du public vis-à-vis de la tapisserie d’Aubusson et à la valorisation de ses savoir-faire séculaires.
- En 2018, l’association Lainamac, avec le soutien de la Cité internationale de la tapisserie, a porté l’homologation de deux Indications Géographiques, “Tapis d’Aubusson” et  ”Tapisserie d’Aubusson”, visant à assurer aux consommateurs l’authenticité des produits qu’ils achètent et permettre aux artisans et manufactures de valoriser leur production et de protéger leur savoir-faire de la concurrence déloyale et de la contrefaçon.

## Collections

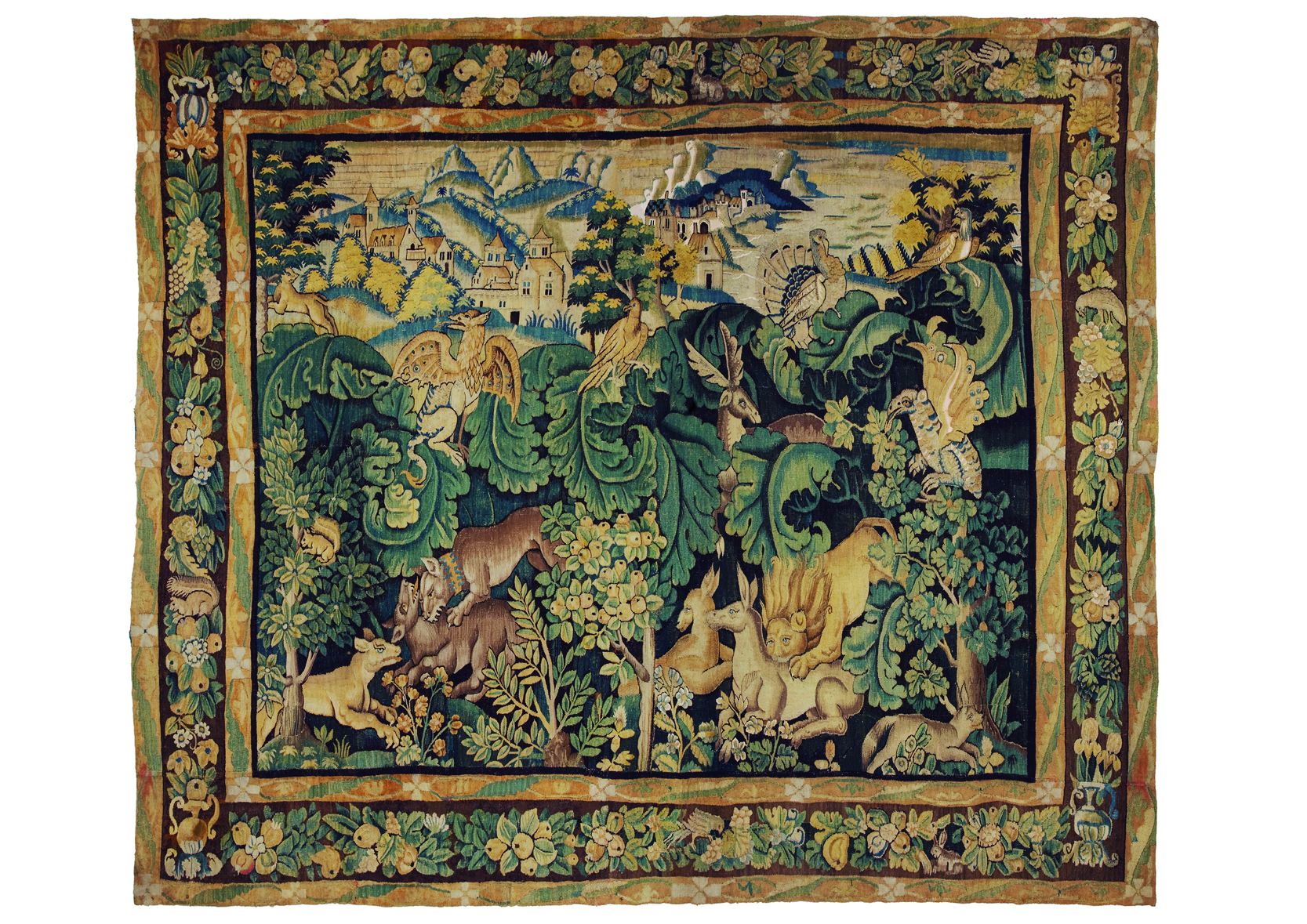
Verdure à « feuilles de choux », laine et soie, seconde moitié du XVIe siècle.
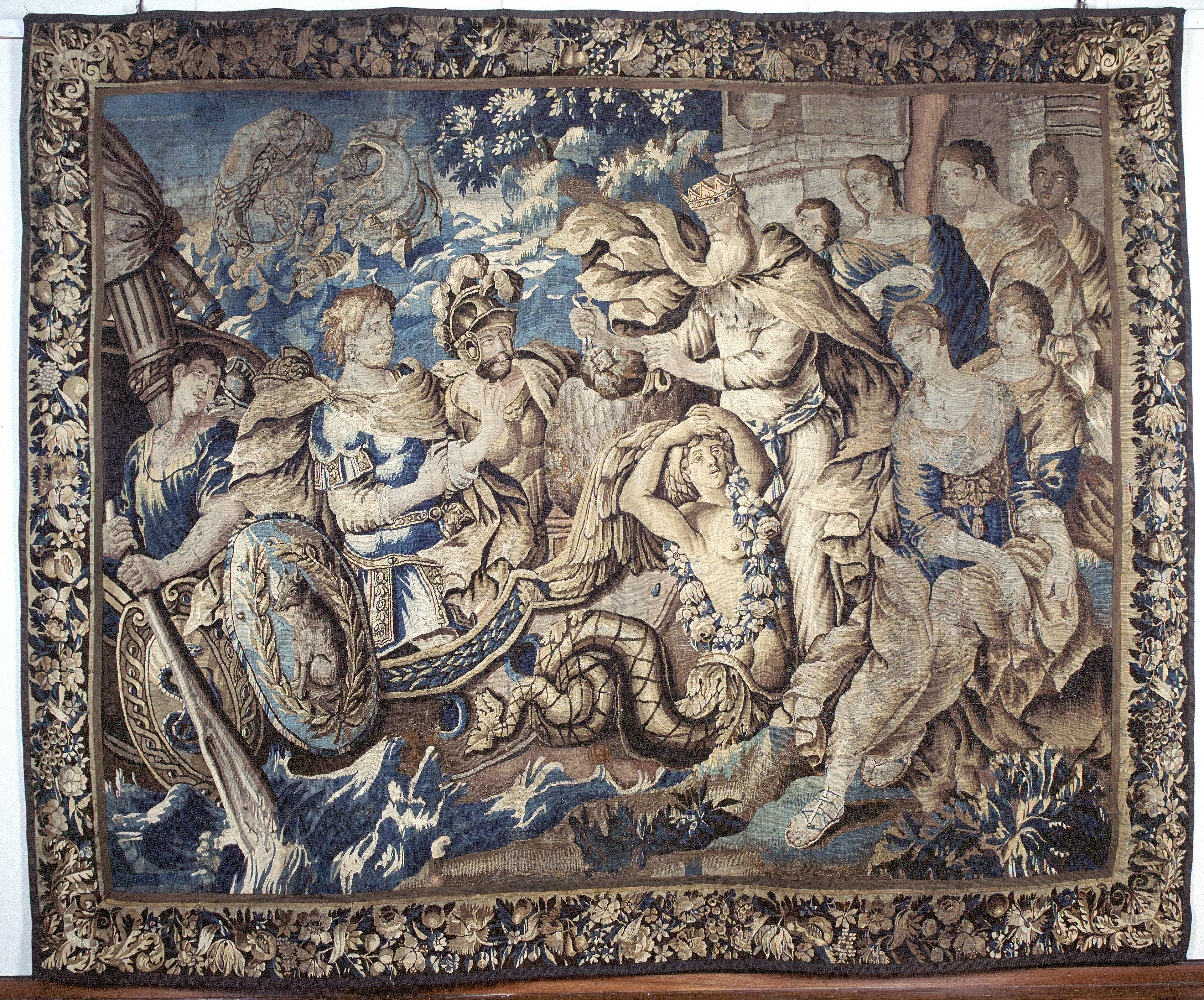
Éole, tapisserie de basse lisse, d'après Isaac Moillon, laine et soie. Vers 1650.
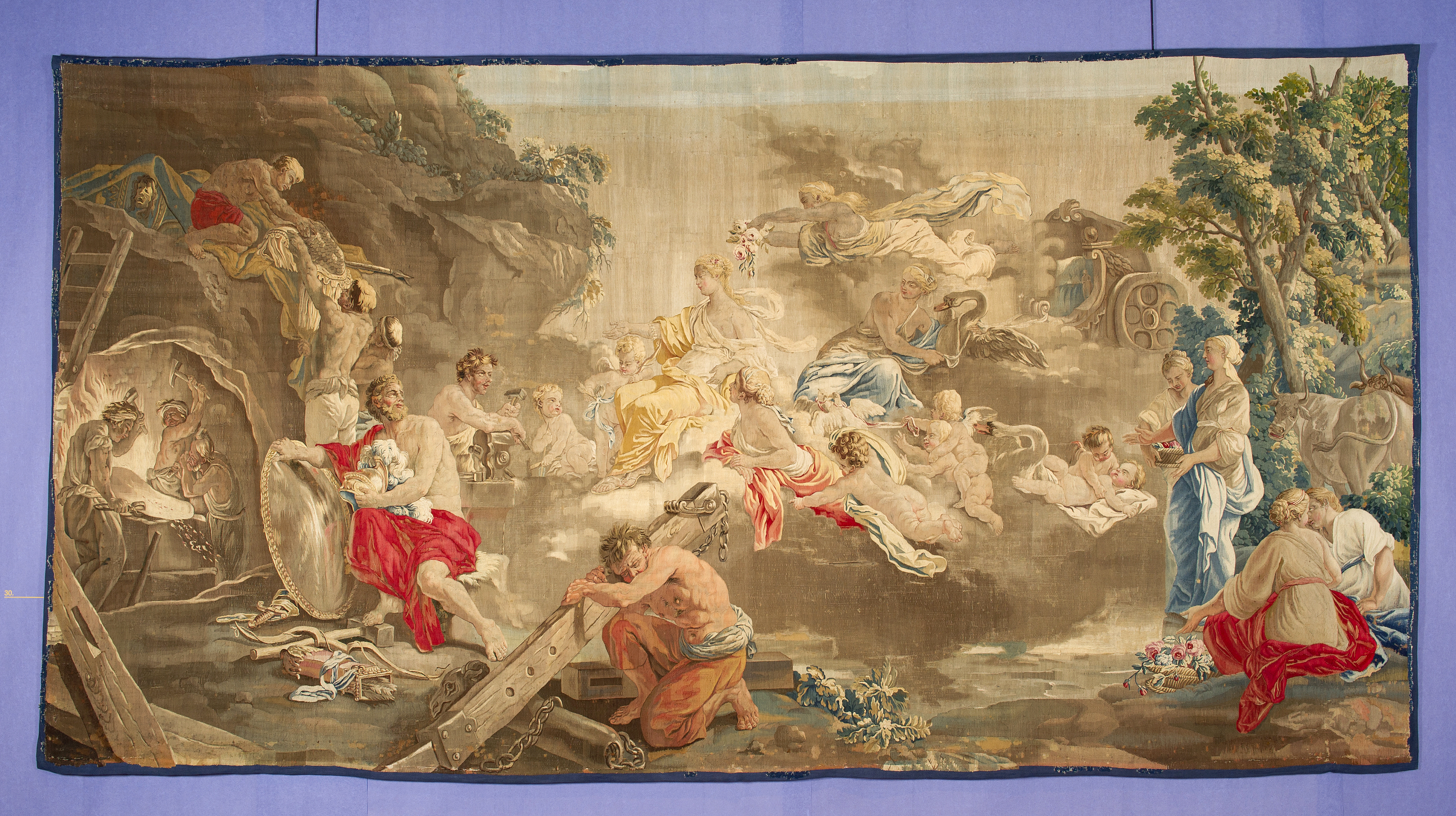
Vénus aux forges de Vulcain, tapisserie de basse lisse d'après Louis Lagrenée, laine et soie, vers 1760.

La Cité internationale de la tapisserie présente un ensemble de tapisseries du xve au xxie siècle, mais aussi des tapis et des fonds de cartons et de maquettes :
- 660 tapisseries et tapis ;
- 18 000 œuvres d’art graphique, dont environ 5 700 maquettes ou dessins ;
- 60 pièces de mobilier tissé ;
- 20 pièces de matériel de tissage et d'outils ;
- 5 200 échantillons tissées, dépôt de l’ENAD (formats moyens, échantillons d’apprentissage) ;
- 600 pièces de broderie sarrasine, réalisées par les élèves de l’École de Jeunes Filles de l’ENAD entre 1880 et 1918.

Le nouveau parcours d’exposition de la Cité internationale de la tapisserie s'articule autour de différents espaces : « La Nef des tentures », « Les Mains d'Aubusson », « La Plateforme de création contemporaine » et « Tapisseries du monde ».
- « La Nef des tentures » expose dans une galerie de 600 m2 et de 7 mètres de haut près de six siècles de productions de tapisseries d'Aubusson depuis le xve siècle. Dans des décors en trompe-l'œil, les œuvres sont contextualisées dans leurs époques d'origine, à commencer par la Millefleurs à la licorne, la plus ancienne tapisserie marchoise connue à ce jour (1480 - 1510) acquise par la Cité internationale de la tapisserie en 2016.

- « Les Mains d'Aubusson » présente les savoir-faire de la filière tapisserie, de la teinture à la filature en passant par le tissage sur métier de basse lisse. La scénographie aborde la particularité de la tapisserie d'Aubusson, caractérisée par une production « à quatre mains », résultat de l'association d'un artiste créateur et d'un lissier artisan d'art, capable d'interpréter l'intention artistique de l'auteur.
- « La Plateforme de création contemporaine » est dédiée à l’exposition des réalisations contemporaines portées par la Cité de la tapisserie. Depuis 2022, elle présente le projet de grande tenture « L’imaginaire de Hayao Miyazaki en tapisserie d’Aubusson ».
- L'espace « Tapisseries du monde », dévoile l'universalité de la tapisserie, en montrant que cette technique de tissage a été utilisée par tous les peuples du monde à un moment donné de leur histoire

Le xvie siècle est caractérisé par les millefleurs et par verdures inspirées des Flandres, dites « à feuilles de choux », « à grandes feuilles », « à feuilles renversées » ou « à aristoloches », peuplées d’animaux réels ou fantastiques.Le xviie siècle est représenté au travers de sujets littéraires ou religieux prisés de l’époque et organisés en séries de tapisseries appelées tentures : Didon et Enée,Renaud et Armide, etc.
Le xviiie siècle développe un goût pour des sujets plus légers à thématiques exotiques (chinoiseries) ou mythologiques. La mode des “alentours”, motifs décoratifs permettant d’adapter facilement la taille des tapisseries aux intérieurs, se répand. 
Le xixe siècle voit l’émergence des grandes manufactures qui participent aux expositions des produits de l’industrie, puis aux expositions universelles. La décoration intérieure se diversifie dans les tissages d’ameublement, les tapis, en suivant de multiples styles (néoclassique, néo-gothique, orientaliste).
Le xxe siècle s’illustre par les deux grands mouvements de création : les tapisseries conçues à partir de modèles pensés directement par des peintres cartonniers pour être réalisés en tapisserie, à l'instar de Jean Lurçat, Dom Robert, Jean Picart Le Doux et les tapisseries de peintres, adaptées des œuvres des grands artistes du xxe siècle qui nécessitent l'intervention d'un « metteur en laine », intermédiaire permettant de réaliser l'adaptation de l'œuvre pour la tapisserie. La Cité internationale de la tapisserie possède la seule tapisserie reproduisant une œuvre de Man Ray ou encore des œuvres de Le Corbusier, Georges Braque, etc. De plus, les tapisseries réalisées par l'atelier des élèves lissiers de l'École nationale d'art décoratif d'Aubusson, pour la plupart d'après des modèles des grands maîtres du xxe siècle, ont été déposées à la Cité par l'État.
Au xxie  siècle, dans l’optique de renouveler l'image du médium tapisserie vis-à-vis du grand public, la politique de création contemporaine développée par la Cité internationale de la tapisserie a permis de constituer dès 2010 un Fonds contemporain, avec la production d’une quarantaine d’œuvres.  Ce Fonds contemporain s'est enrichi au travers d'œuvres lauréates d'appels à création telles que  Peau de Licorne de NIcolas Buffe, Confluencia de Bina Baitel, Bleue de Marie Sirgue, d'une collection de mobilier créée par Valérie Maltaverne et produite en édition déléguée au Studio Ymer et Malta, de commandes mécénées  à l’instar de la réalisation de la tapisserie commémorative de la Première Guerre mondiale Pieta for World War I, de l'artiste allemand Thomas Bayrle, de Ghost Horseman of the Apocalypse in Cairo Egypt de Clément Cogitore, ou encore de la collection Carrés d’Aubusson. Des artistes comme Raphaël Barontini, Mathieu Mercier participent également à l'enrichissement de ce Fonds contemporain en créant des œuvres destinées au tissage. 
La création de tapisseries contemporaines est complétée par la production de grandes tentures. En 2016, la Cité internationale de la tapisserie a signé une convention avec le Tolkien Estate, présidé à l’époque par Christopher Tolkien, lançant la réalisation de la grande tenture Aubusson tisse Tolkien. Celle-ci comprend quatorze tapisseries et deux tapis, qui ont été tissés à partir de l’œuvre graphique originale de J. R. R. Tolkien. L’exposition estivale 2024 de la Cité internationale de la tapisserie au Centre Culturel et Artistique Jean Lurçat a connu des records de fréquentation avec la présentation inédite de l’ensemble de la tenture. 
En complément de cette incursion dans le monde anglo-saxon et dans celui de la pop culture, la Cité internationale de la tapisserie choisit le cinéaste d’animation japonais Hayao Miyazaki en grand inspirateur d’une nouvelle tenture. C’est ainsi qu’en 2019 qu’une convention est signée avec le Studio Ghibli de Tokyo pour la réalisation de L’imaginaire de Hayao Miyazaki en tapisserie d’Aubusson, composée de 6 tapisseries monumentales constituant des arrêts sur image de différents films de Hayao Miyazaki.
L’ensemble de ces œuvres font l’objet de nombreuses demandes de prêt en France et à l'international. Les quatre premières tapisseries de L’imaginaire de Hayao Miyazaki en tapisserie d’Aubusson déjà réalisées voyagent jusqu’au Japon à l’occasion d’expositions temporaires, permettant de redonner aux savoir-faire de la tapisserie d’Aubusson un éclat à l’international. Au cours de l’été 2024, Le Château ambulant au coucher du soleil a été présenté à Hiroshima (220 000 visiteurs). Ashitaka soulage sa blessure démoniaque (Princesse Mononoké) a été choisi pour incarner, à l’entrée du Pavillon France de l’Exposition Universelle Osaka 2025, la collaboration entre un créateur japonais de notoriété internationale et un grand savoir-faire français inscrit à l’UNESCO.
Une campagne de financement participatif menée en 2024 sur la plateforme KissKissBankBank, complétée par des mécénats directs d’entreprises, a permis à la Cité internationale de la tapisserie de réunir une partie des fonds nécessaires pour démarrer la réalisation de la plus grande tapisserie de la tenture, La Sieste de Mei et Totoro (31,65m2) qui sera achevée en 2026, présentée à Aubusson puis à Tokyo. 
La Cité internationale de la tapisserie a décidé de réaliser une tapisserie monumentale en hommage aux 150 ans de la disparition de George Sand qui seront commémorés en juin 2026. Caractérisée par un concept hybride de tapisserie-installation et par sa dimension monumentale (23m x 2.15m), le carton a été réalisé à partir d’une œuvre créée par Françoise Pétrovitch et son tissage est en cours à la Manufacture Robert Four à Aubusson. Ce projet bénéficie du soutien du Conseil Départemental de l’Indre et du Conseil Régional Centre-Val de Loire. Enfin, le Ministère de la Culture a attribué à ce projet le label Commande publique artistique et l’a accompagné d’un important soutien financier. 
A tous les projets menés par la Cité internationale de la tapisserie s'ajoutent les réalisations contemporaines des manufactures et ateliers de la filière de production textile.

## Missions
Depuis 2010, la Cité internationale de la tapisserie est engagée dans la valorisation de la tapisserie d’Aubusson-Felletin et ses différents savoir-faire, notamment à travers : 
- la conservation et la diffusion d’une collection de référence sur la tapisserie d’Aubusson, la sensibilisation des publics à ses savoir-faire inscrits sur la liste représentative du « Patrimoine culturel immatériel de l’humanité » de l’UNESCO depuis septembre 2009 ;
- la pérennisation d’une filière de production complète et préservée, avec l’impératif de formation, de transmission et de promotion de ses savoir-faire d’excellence, de développement de ses ressources documentaires, ainsi que le développement de l’écosystème art tissé / design et matières textiles Aubusson-Felletin ;

la conduite d’une politique volontariste de création contemporaine avec la constitution du Fonds contemporain de la Cité internationale de la tapisserie, ainsi que la production de grandes tentures / aventures tissées (J.R.R. Tolkien, Hayao Miyazaki). De plus la grande tapisserie George est en cours de réalisation pour commémorer les 150 ans de la disparition de George Sand en 2026.

## Gouvernance depuis 2010
Présidence :
2010 - 2016 : Jean-Jacques Lozach, Sénateur de la Creuse, Président du Conseil Général de la Creuse de 2001 à 2015, a été le Président fondateur de la Cité internationale de la tapisserie à Aubusson. 
Depuis 2017 : Valérie Simonet, Présidente du Conseil Départemental de la Creuse est la Présidente du Syndicat Mixte de la Cité internationale de la tapisserie à Aubusson. 
Direction :
Depuis 2010 : Emmanuel Gérard est le Directeur de la Cité internationale de la tapisserie à Aubusson.
Conservation :
2010 - 2011 : Michèle Giffault, Conservatrice en chef du musée départemental de la tapisserie à Aubusson. 
2011 - 2020 : Bruno Ythier, Conservateur de la Cité internationale de la tapisserie à Aubusson.
Depuis 2020 : Alice Bernadac, Conservatrice de la Cité internationale de la tapisserie à Aubusson. 